# Улашківська сільська рада
Ула́шківська сільська́ ра́да — колишня адміністративно-територіальна одиниця та орган місцевого самоврядування в Чортківському районі Тернопільської області. Адміністративний центр — с. Улашківці.

## Загальні відомості
- Територія ради: 20,545 км²
- Населення ради: 1 423 особи (станом на 2001 рік)
- Територією ради протікає річка Серет

## Населені пункти
Сільській раді були підпорядковані населені пункти:
- с. Улашківці

## Історія
Перша сільська рада в Улашківцях утворена у вересні 1939 року.
У березні 1944 році сільська рада відновлена.
24 серпня 1954 року до сільської ради приєднано Заболотівську сільську раду, яка згодом відновила свою діяльність.
30 січня 1960 року до сільської ради приєднано Сосулівську сільську раду, яка згодом відновила свою діяльність.
1 грудня 2020 року увійшла до складу Нагірянської сільської громади.

## Географія
Улашківська сільська рада межувала з Милівецькою, Заболотівською, Залісянською, Сосулівською, Нагірянською, Мухавською сільськими радами — Чортківського району, та Озерянською сільською радою — Борщівського  району. 

## Склад ради
Рада складається з 16 депутатів та голови.
- Голова ради: Дерій Володимир Васильович
- Секретар ради: Попик Ірина Омелянівна

### Керівний склад попередніх скликань

#### Голови ради
| Прізвище, ім'я, по батькові                            | Основні відомості                                                             | Дата обрання | Дата звільнення |
| ------------------------------------------------------ | ----------------------------------------------------------------------------- | ------------ | --------------- |
| Шевчук Євген Володимирович, Ладан Володимир Степанович | Сільський голова                                                              | 1991—1992    | 1993—1994       |
| Ладан Володимир Степанович                             | Сільський голова                                                              | 1994         | 1998            |
| Леснічук Орислава Михайлівна                           | Сільський голова                                                              | 1998         | 2002            |
| Леснічук Орислава Михайлівна                           | Сільський голова                                                              | 2002         | 2006            |
| Дмитрук Ольга Романівна                                | Сільський голова, 1957 року народження, освіта вища, позапартійна             | 26.03.2006   | 31.10.2010      |
| Дмитрук Ольга Романівна                                | Сільський голова, 1957 року народження, освіта вища, позапартійна             | 31.10.2010   | 01.01.2014      |
| Дерій Володимир Васильович                             | Сільський голова, 1964 року народження, освіта середня загальна, безпартійний | 25.05.2014   | 01.12.2020      |

Примітка: таблиця складена за даними сайту Верховної Ради України

#### Секретарі ради
| Прізвище, ім'я, по батькові | Основні відомості | Дата обрання | Дата звільнення |
| --------------------------- | ----------------- | ------------ | --------------- |
| Солтис Ганна Петрівна       | Секретар          | 1990         | 1994            |
| Солтис Ганна Петрівна       | Секретар          | 1994         | 1998            |
| Солтис Ганна Петрівна       | Секретар          | 1998         | 2002            |
| Солтис Ганна Петрівна       | Секретар          | 2002         | 2006            |
| Солтис Ганна Петрівна       | Секретар          | 2006         | 2010            |
| Попик Ірина Омелянівна      | Секретар          | 2010         | 2015            |
| Попик Ірина Омелянівна      | Секретар          | 2015         | 2020            |

### Депутати

#### VII скликання
За результатами місцевих виборів 2015 року депутатами ради стали:
1. Барків Степанія Йосипівна
2. Ковальчук Ірина Тарасівна
3. Попик Ірина Омелянівна
4. Сорока Микола Михайлович
5. Замкова Марія Романівна
6. Попадюк Степан Орестович
7. Москалик Наталія Іванівна
8. Топольницький Ігор Людвігович
9. Винничук Олена Андріївна
10. Топольніцька Галина Василівна
11. Лічний Михайло Антонович
12. Ходань Володимир Михайлович

#### VI скликання
За результатами місцевих виборів 2010 року депутатами ради стали:
1. Бартків Степанія Йосипівна
2. Ковальчук Ірина Тарасівна
3. Ладан Володимир Володимирович
4. Мудра Любов Мар'янівна
5. Попик Ірина Омелянівна
6. Юрків Любов Омелянівна
7. Федорів Ігор Петрович
8. Сулима Марія Михайлівна
9. Попадюк Степан Орестович
10. Закревська Володимира Степанівна
11. Бричка Марія Михайлівна
12. Єременко Петро Анатолійович
13. Топольницький Ігор Людвігович
14. Ходань Володимир Михайлович
15. Павельчук Свєтослав Володимирович
16. Лічний Михайло Антонович

#### V скликання
За результатами місцевих виборів 2006 року депутатами ради стали:
1. Бартків Степанія Йосипівна
2. Шевчук Ганна Володимирівна
3. Ладан Степан Володимирович
4. Мудра Любов Мар′янівна
5. Попик Ірина Омелянівна
6. Солтис Василь Михайлович
7. Вітів Володимира Мар′янівна
8. Колівошко Євген Петрович
9. Закревська Володимира Степанівна
10. Галат Іван Михайлович
11. Бричка Марія Михайлівна
12. Єременко Петро Анатолійович
13. Топольніцький Ігор Людвігович
14. Молень Надія Михайлівна
15. Павельчук Святослав Миколайович
16. Лічний Михайло Антонович

#### IV скликання
За результатами місцевих виборів 2002 року депутатами ради стали:
1. Солтис Ганна Петрівна
2. Шевчук Ганна Володимирівна
3. Мудрий Володимир Іванович
4. Бегма Лілія Іванівна
5. Самотяга Олександра Володимирівна
6. Замковий Роман Володимирович
7. Капаць Степан Іванович
8. Доскочинська Світлана Михайлівна
9. Галат Іван Михайлович
10. Слонь Надія Петрівна
11. Гаврилюк Надія Павлівна
12. Слонь Петро Степанович
13. Молень Надія Михайлівна
14. Урбан Нестор Євстахович
15. Чайківська Дарія Михайлівна

#### III скликання
За результатами місцевих виборів 1998 року депутатами ради стали:
1. Солтис Ганна Петрівна
2. Шевчук Ганна Володимирівна
3. Мудрий Володимир Михайлович
4. Бегма Надія Василівна
5. Процюк Михайло Антонович
6. Салевич Марія Антонівна
7. Капаць Степан Іванович
8. Доскочинська Світлана Михайлівна
9. Галат Іван Михайлович
10. Гаврилюк Надія Павлівна
11. Чайківська Надія Євгенівна
12. Возьний Петро Степанович
13. Моткалюк Тадей Матвійович
14. Іванчук Михайло Йосипович

#### II скликання
За результатами місцевих виборів 1994 року депутатами ради стали:
1. Солтис Ганна Петрівна
2. Капаць Степан Іванович
3. Ладан Ганна Петрівна
4. Когут Євген Степанович
5. Фойдюк Володимир Романович
6. Салевич Марія Антонівна
7. Гап′як Марія Василівна
8. Березюк Михайло Григорович
9. Дмитрук Ольга Романівна
10. Вівчарик Марія Бронеславівна
11. Березюк Орест Іванович
12. Моткалюк Тадей Матвійович
13. Гаврилюк Надія Павлівна

#### I скликання
За результатами місцевих виборів 1990 року депутатами ради стали:
1. Дерій Ганна Володимирівна
2. Шевчук Євген Володимирович
3. Ладан Володимир Степанович
4. Когут Євген Степанович
5. Бровко Іван Олександрович
6. Шевчук Аделя Дмитрівна
7. Гриньків Степан Миколайович
8. Березюк Орест Іванович
9. Кунь Мирослава Антонівна
10. Гаврилюк Надія Павлівна
11. Шабаранська Ольга Миколаївна
12. Вітів Іван Васильович
13. Гап′як Марія Василівна
14. Состис Ганна Петрівна
15. Сопотницький Микола Антонович
16. Баглей Марія Василівна
17. Шевчук Богдан Ананійович
18. Гут Ганна Євгенівна
19. Доскочинський Іван Васильович
20. Гансевич Євген Едуардович